# Kanton Mol
Kanton Mol is een kanton in de provincie Antwerpen en het arrondissement Turnhout. Het is de bestuurslaag boven die van de desbetreffende gemeenten, tevens is het een gerechtelijk niveau waarbinnen één vredegerecht georganiseerd wordt dat bevoegd is voor de deelnemende gemeenten. Beide types kanton beslaan niet noodzakelijk hetzelfde territorium.

## Gerechtelijk kanton Mol
De gemeenten Balen, Dessel, Meerhout, Mol en Retie vormen het "eerste gerechtelijk kanton Mol-Geel". Het is gelegen in het gerechtelijk arrondissement Antwerpen en Het vredegerecht is gevestigd in de Molderdijk 7 te Mol. (Er is ook een tweede gerechtelijk kanton Mol-Geel, gegroepeerd rond Geel, maar ook met zetel te Mol)
De vrederechter is bevoegd bij gezinsconflicten, onderhoudsgeschillen, voogdij, voorlopige bewindvoering, mede-eigendommen, appartementseigendom, burenhinder ...
| Gebied           | Europese Unie    | België           | België           | België           | België           | Antwerpen      | Antwerpen      | Antwerpen                   | Antwerpen                   | Mol                             |                                 |                                 |                                 |
| Sociaal recht    | Hof van Justitie | Hof van Cassatie | Hof van Cassatie | Hof van Cassatie | Hof van Cassatie | Arbeidshof     | Arbeidshof     | Arbeidsrechtbank            | Arbeidsrechtbank            | Arbeidsrechtbank                | Arbeidsrechtbank                | Arbeidsrechtbank                |                                 |
| Handelsrecht     | Hof van Justitie | Hof van Cassatie | Hof van Cassatie | Hof van Cassatie | Hof van Cassatie | Hof van Beroep | Hof van Beroep | Rechtbank van Koophandel    | Rechtbank van Koophandel    | Vredegerecht                    | Vredegerecht                    | Vredegerecht                    |                                 |
| Burgerlijk recht | Hof van Justitie | Hof van Cassatie | Hof van Cassatie | Hof van Cassatie | Hof van Cassatie | Hof van Beroep | Hof van Beroep | Rechtbank van eerste aanleg | Rechtbank van eerste aanleg | Vredegerecht / Politierechtbank | Vredegerecht / Politierechtbank | Vredegerecht / Politierechtbank | Vredegerecht / Politierechtbank |
| Strafrecht       | Hof van Justitie | Hof van Cassatie | Hof van Cassatie | Hof van Cassatie | Hof van Cassatie | Hof van Beroep | Assisenhof     | Rechtbank van eerste aanleg | Rechtbank van eerste aanleg | Vredegerecht / Politierechtbank | Vredegerecht / Politierechtbank | Vredegerecht / Politierechtbank | Vredegerecht / Politierechtbank |

## Kieskanton Mol
Het kieskanton Mol ligt in het provinciedistrict Turnhout (sinds 2012, voorheen Mol), het kiesarrondissement Mechelen-Turnhout en ten slotte de kieskring Antwerpen. Het beslaat de gemeenten Mol, Balen, Geel en Meerhout en bestaat uit 84 stembureaus.

### Structuur
| Mol              | Mol              | Supranationaal         | Nationaal                         | Nationaal           | Gemeenschap         | Gewest              | Provincie           | Arrondissement    | Provinciedistrict | Kanton          | Gemeente                    | District         |
| ---------------- | ---------------- | ---------------------- | --------------------------------- | ------------------- | ------------------- | ------------------- | ------------------- | ----------------- | ----------------- | --------------- | --------------------------- | ---------------- |
| Administratief   | Niveau           | Europese Unie          | België                            | België              | Vlaanderen          | Vlaanderen          | Antwerpen           | Turnhout          | Turnhout          | Turnhout        | Mol, Balen Geel en Meerhout | -                |
| Administratief   | Bestuur          | Europese Commissie     | Belgische regering                | Belgische regering  | Vlaamse regering    | Vlaamse regering    | Deputatie           | Deputatie         | Deputatie         | Deputatie       | Gemeentebestuur             | Districtscollege |
| Administratief   | Raad             | Europees Parlement     | Kamer van volksvertegenwoordigers | Vlaams Parlement    | Vlaams Parlement    | Vlaams Parlement    | Provincieraad       | Provincieraad     | Provincieraad     | Provincieraad   | Gemeenteraad                | Districtsraad    |
| Kiesomschrijving | Kiesomschrijving | Nederlands Kiescollege | Kieskring Antwerpen               | Kieskring Antwerpen | Kieskring Antwerpen | Kieskring Antwerpen | Kieskring Antwerpen | Mechelen-Turnhout | Turnhout          | Mol             | Mol, Balen Geel en Meerhout | -                |
| Verkiezing       | Verkiezing       | Europese               | Federale                          | Federale            | Vlaamse             | Vlaamse             | Provincieraads-     | Provincieraads-   | Provincieraads-   | Provincieraads- | Gemeenteraads-              | Districtsraads-  |

### Uitslagen VerkiezingVlaams Parlement
In 1999 waren er 72.250 stemgerechtigden, in 2004 74.832 en in 2009 nam dit aantal toe tot 78.209. Hiervan brachten respectievelijk 67.479 (1999), 69.931 (2004) en 72.754 (2009) een stem uit.
| Partij             | Partij                         | 1999   | 2004   | 2009   | 2014   | 2019  |
| ------------------ | ------------------------------ | ------ | ------ | ------ | ------ | ----- |
|                    | PVDA+ / PVDA                   | 0,50%  | 0,53%  | 0,80%  | 2,82%  | 5,8%  |
|                    | Agalev / Groen! / Groen        | 11,17% | 6,02%  | 4,77%  | 6,82%  | 6,8%  |
|                    | SP / sp.a-Spirit / sp.a        | 15,86% | 17,73% | 14,86% | 11,86% | 9,4%  |
|                    | VU-iD21 / sp.a-Spirit / SLP    | 12,28% | 17,73% | 0,59%  | -      | -     |
|                    | VU-iD21 / CD&V-N-VA / N-VA     | 12,28% | 35,37% | 18,14% | 37,00% | 29,4% |
|                    | CVP / CD&V-N-VA / CD&V         | 26,70% | 35,37% | 27,83% | 24,58% | 16%   |
|                    | Vivant / VLD-Vivant / Open Vld | 2,09%  | 14,54% | 9,89%  | 8,40%  | 7,9%  |
|                    | VLD / VLD-Vivant / Open Vld    | 16,08% | 14,54% | 9,89%  | 8,40%  | 7,9%  |
|                    | VLD / VLD-Vivant / LDD         | 16,08% | 14,54% | 6,13%  | -      | -     |
|                    | Vlaams Blok / Vlaams Belang    | 14,40% | 24,94% | 16,28% | 6,80%  | 23%   |
| Andere Partijen    | Andere Partijen                | 0,93%  | 0,74%  | 0,73%  | 1,72%  | 1,9%  |
| Blanco of Ongeldig | Blanco of Ongeldig             | 6,33%  | 6,55%  | 6,77%  | 5,18%  | 4,6%  |